# 10577 Jihčesmuzeum
(10577) Jihčesmuzeum, denumire internațională (10577) Jihcesmuzeum, este un asteroid din centura principală de asteroizi.

## Descriere
10577 Jihčesmuzeum este un asteroid din centura principală de asteroizi. A fost descoperit pe 2 mai 1995 la Observatorul Kleť de Miloš Tichý. Asteroidul prezintă o orbită caracterizată de o semiaxă mare de 2,58 ua, o excentricitate de 0,23 și o înclinație de 4,4° în raport cu ecliptica.